# Wirtschaftsvereinigung Alkoholfreie Getränke

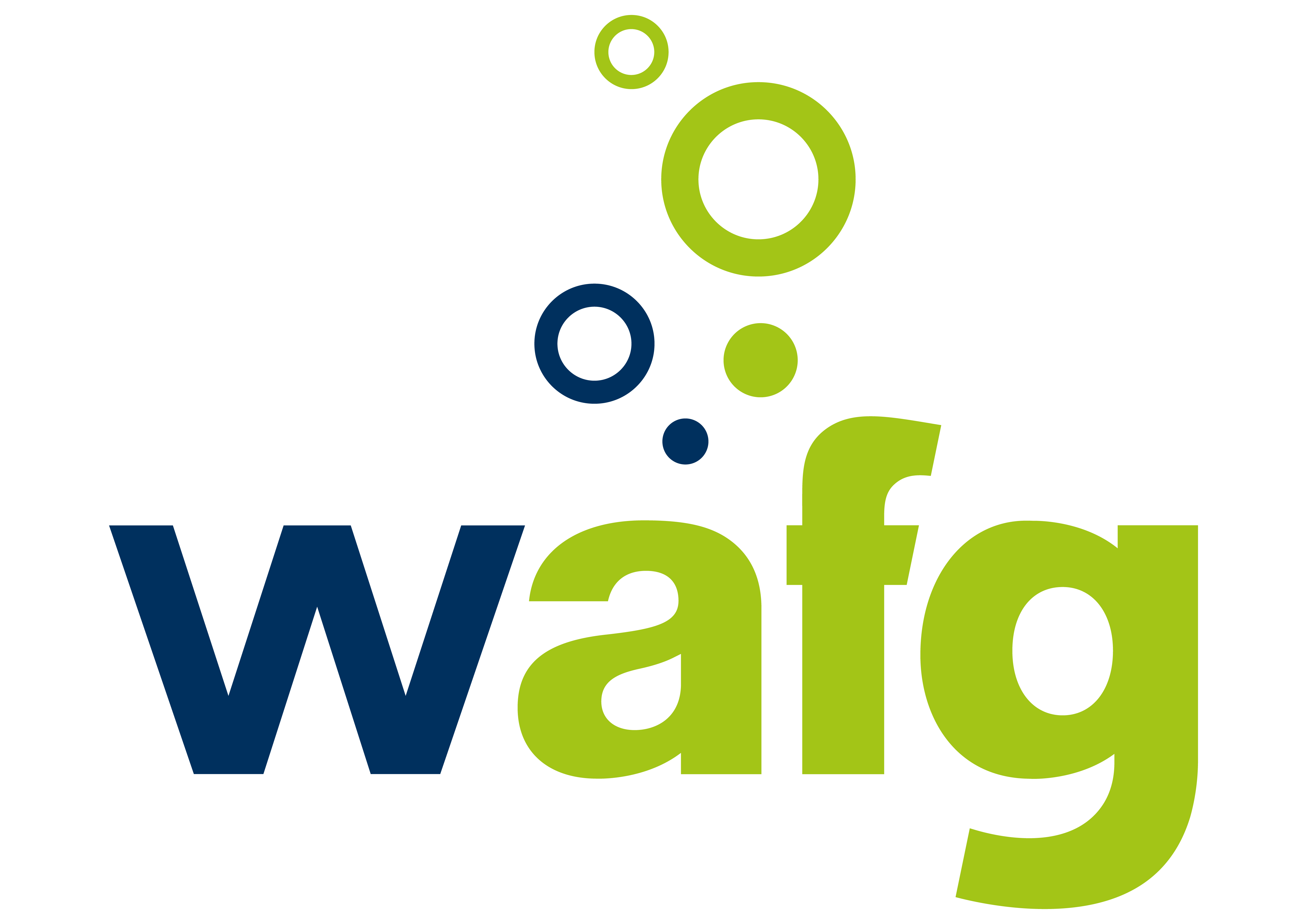
Logo der Wirtschaftsvereinigung Alkoholfreie Getränke (wafg)

Die Wirtschaftsvereinigung Alkoholfreie Getränke e. V. (wafg) ist die wirtschaftspolitische Interessenvertretung der Erfrischungsgetränke-Industrie in Deutschland. Mitglieder sind neben den (Marken-)Herstellern von Erfrischungsgetränken vor allem mittelständische und regional aufgestellte Mineralwasserbrunnen, dazu kommen Fördermitglieder aus dem Bereich der vorgelagerten Produktionsstufen. Der Verband führt seine Geschäftsstelle in Berlin und wird im Verbänderegister des Deutschen Bundestages geführt.

## Geschichte
Die Vereinigung wurde am 5. September 1882 in Berlin unter dem Namen Verein deutscher Mineralwasser-Fabrikanten e. V. gegründet. Aus dem Berliner Verein wurde 1898 der Allgemeine Verband Deutscher Mineralwasser-Fabrikanten.
Zur Zeit des Nationalsozialismus war ab 1. Oktober 1934 die Fachgruppe Mineralwasserindustrie innerhalb der staatlich eingesetzten Wirtschaftsgruppe Lebensmittelindustrie der Vertreter des Industriezweigs.
Dem Umzug nach Bonn im Jahr 1949 folgte 1952 eine Namensänderung in Verband der deutschen Mineralwasser- und Limonadenfabrikanten e .V. Von 1962 bis 2000 führte der Verband den Namen Bundesverband der Deutschen Erfrischungsgetränke-Industrie e. V.
Verbunden mit der Rückkehr nach Berlin an den Ort der historischen Gründung, nannte sich der Verband um in Wirtschaftsvereinigung Alkoholfreie Getränke e. V. (wafg).

## Aufgaben
Die wafg vertritt die Interessen einer breit gefächerten Mitgliedschaft gegenüber Politik, Verwaltung und Medien sowie anderen Wirtschaftsbereichen und der Öffentlichkeit. Inhaltliche Schwerpunkte sind die Themenbereiche Lebensmittelrecht, Ernährung und Verbraucherpolitik sowie Verpackung und Umwelt. Die Meinungsbildung erfolgt über die Lenkungsgremien sowie die beiden Fachausschüsse Ausschuss für Lebensmittelrecht und Lebensmittelkunde (ALL) sowie Ausschuss für Technik und Umwelt (ATU).